# Stat federat
Un stat federativ (căruia i se mai poate spune doar stat sau provincie sau canton sau Land, etc.) este o comunitate teritorială și constituțională care face parte dintr-o federație. Statele federative se deosebesc de statele pe deplin suverane, în sensul în care statele federative și-au transferat o parte din suveranitatea lor guvernului federal. Când statele aleg să formeze o federație, își pierd statutul de persoane juridice din punctul de vedere al dreptului internațional. În schimb, uniunea federală (care este formată din state federative) ca entitate unică devine stat suveran în sensul dreptului internațional. Un stat federativ deține jurisdicție administrativă asupra unui teritoriu geografic dat și este o formă de guvernământ regional.
În unele cazuri, o federație este creată dintr-o uniune de entități politice, care sunt fie teritorii independente, fie dependente ale unei alte entități suverane (cel mai frecvent o putere colonială). În alte cazuri, statele federate au fost create din regiuni ale statelor anterioare unitare. Odată constituită o constituție federală, regulile care reglementează o relație dintre puterile federale și regionale devin parte a dreptului constituțional al țării și nu a dreptului internațional.
În țările cu constituții federale, există o împărțire a puterii între guvernul central și statele componente. Aceste entități - state, provincii, județe, cantoane, landuri etc. - sunt parțial autoguvernante și li se oferă un grad de autonomie garantată constituțional care variază substanțial de la o federație la alta. În funcție de forma pe care o ia descentralizarea puterilor, puterile legislative ale unui stat federat pot sau nu să fie anulate sau vetate de guvernul federal. Legile care reglementează relația dintre puterile federale și regionale pot fi modificate prin constituția națională sau federală și dacă există și constituțiile statului.

## Lista țărilor în componența cărora sunt state federate
| Țara       | Numărul de state federate | Cel mai mare stat federat     | Cel mai mic stat federat | Cel mai populat stat federat  | Stat federat cu cea mai mică populație |
| ---------- | ------------------------- | ----------------------------- | ------------------------ | ----------------------------- | -------------------------------------- |
| Australia  | 6                         | Australia de Vest (2 645 615) | Tasmania (90 758)        | Noul Wales de Sud (7 099 700) | Tasmania (502 600)                     |
| Brazilia   | 26                        | Amazonas (1 570 745)          | Sergipe (21 910)         | São Paulo (40 442 795)        | Roraima (451 227)                      |
| Venezuela  | 23                        | Bolívar (240 528)             | Nueva Esparta (1 150)    | Zulia (3 620 200)             | Amazonas (142 200)                     |
| India      | 28                        | Rajasthan (342 236)           | Goa (3702)               | Uttar Pradesh (190 891 000)   | Sikkim (540 493)                       |
| Malaysia   | 13                        | Sarawak (124 450)             | Perlis (821)             | Selangor (5 411 324)          | Perlis (227 025)                       |
| Mexic      | 31                        | Chihuahua (244 938)           | Tlaxcala (4016)          | México (15 175 862)           | Baja California Sur (424 041)          |
| Micronezia | 4                         | Pohnpei (346)                 | Kosrae (110)             | Chuuk (53 595)                | Kosrae (7 686)                         |
| Nigeria    | 36                        | Statul Niger (76 363)         | Statul Lagos (3 475)     | Statul Kano (13 383 682)      | Statul Ebonyi (1 739 136)              |
| SUA        | 50                        | Alaska (1 717 854)            | Rhode Island (4 005)     | California (37 253 956)       | Wyoming (532 668)                      |

Germania 

## Galerie

Cele 50 de state federate ale SUA
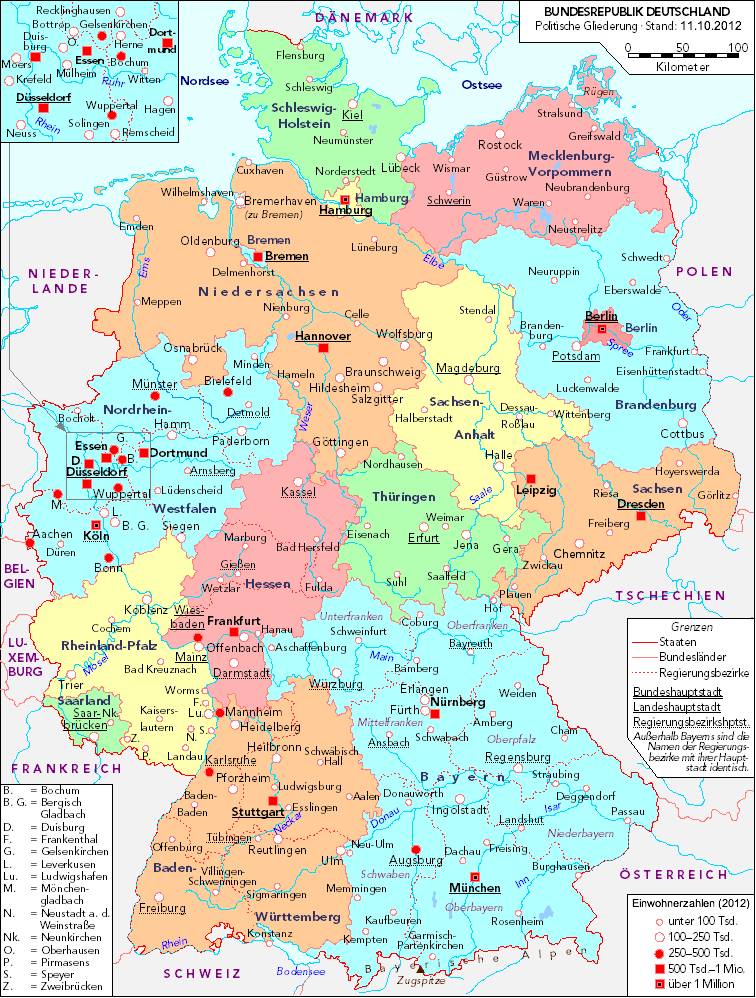
Cele 16 state federate ale Germaniei
Cele 9 state federate ale Austriei